# 羅旦梅

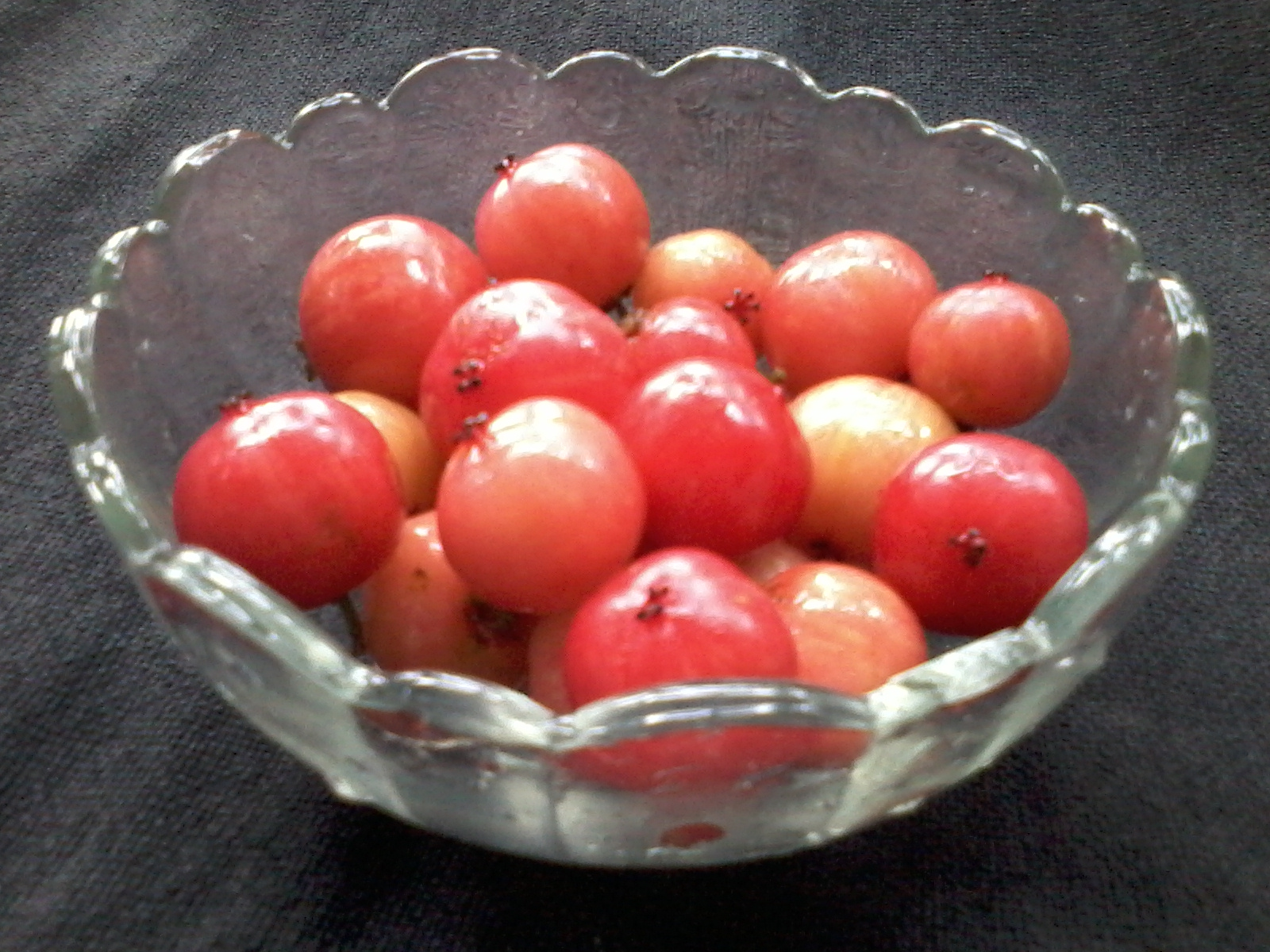
羅旦梅

羅旦梅（学名：Flacourtia jangomas），又名云南刺篱木，为大風子科羅庚果屬下的一种落葉灌木、小喬木。多栽種於東亞和東南亞，發源地可能是亞洲熱帶。果實可食用，樹皮可入藥，樹幹有事業作為木材採伐。昆士兰实蝇以其果實為生。

## 形態
高度在5-10公尺，老枝無刺，幼枝有刺，樹皮呈黃或紅棕色，葉窄卵形，偶作披針形，薄革質或紙質，光滑。開白色至綠色花，總狀花序，腋生。結棕紅色或紫色果，完全成熟的果實為黑色，球狀，肉質。花期4-5月，果期5-10月。

## 扩展阅读
- 維基物種上的相關：羅旦梅